# NJPW Invasion Attack
Invasion Attack est un pay-per-view annuel produit par la New Japan Pro Wrestling (NJPW), disponible uniquement en paiement à la séance et via Ustream. Il s'est déroulé pour la première fois en 20123 et se déroule chaque année en avril à Tokyo. 

## Historique
| Événement            | Date          | Lieu              | Ville               | Spectateurs | Événement principal                                                                       |
| -------------------- | ------------- | ----------------- | ------------------- | ----------- | ----------------------------------------------------------------------------------------- |
| Invasion Attack 2013 | 7 avril 2013  | Ryōgoku Kokugikan | Tokyo, Kantō, Japon | 8 200       | Hiroshi Tanahashi (c) contre Kazuchika Okada pour le IWGP Heavyweight Championship        |
| Invasion Attack 2014 | 6 avril 2014  | Ryōgoku Kokugikan | Tokyo, Kantō, Japon | 8 500       | Hiroshi Tanahashi (c) contre Shinsuke Nakamura pour le IWGP Intercontinental Championship |
| Invasion Attack 2015 | 5 avril 2016  | Ryōgoku Kokugikan | Tokyo, Kantō, Japon | 9 500       | A.J. Styles (c) contre Kota Ibushi pour le IWGP Heavyweight Championship                  |
| Invasion Attack 2016 | 10 avril 2016 | Ryōgoku Kokugikan | Tokyo, Kantō, Japon | 9 078       | Kazuchika Okada (c) contre Tetsuya Naito pour le IWGP Heavyweight Championship            |